# Medaglia di servizio dell'esercito austriaco nei Paesi Bassi austriaci
La medaglia di servizio dell'esercito austriaco nei Paesi Bassi austriaci fu una medaglia di benemerenza dell'Impero austriaco.

## Storia
La medaglia venne istituita nel 1792 per i cittadini olandesi arruolatisi nell'esercito imperiale austriaco che avessero parte alla guerra contro i rivoluzionari francesi e che si fossero distinti. Malgrado l'alto numero di cittadini olandesi che si schierarono nelle file degli austriaci allo scoppio della Rivoluzione francese, la concessione di queste premiazioni fu comunque sempre esclusiva con quattro medaglie d'oro nel 1793 e sei d'oro e venti d'argento nel 1794.

## Insegne
La medaglia consisteva in un disco ottagonale d'oro o d'argento che riportava, sul diritto, il volto dell'imperatore Francesco I voltato a destra accompagnato dalla scritta FRANCOIS II. IMP DES ROM ROI DE HONG ET DE BOH. Sul retro, all'interno di due rami d'alloro legati con nastro, si trova la frase POVR / SERVICES / RENDVES / AUX / ARMEES / MDCCXCII disposta su sei righe.
Il nastro della medaglia era rosso.